# Pugieu
Pugieu är en kommun i departementet Ain i regionen Auvergne-Rhône-Alpes i östra Frankrike. Kommunen ligger  i kantonen Virieu-le-Grand som ligger i arrondissementet Belley. Kommunens areal är 4,85 km². År 2018 hade Pugieu 155 invånare.

## Befolkningsutveckling
Antalet invånare i kommunen Pugieu
Referens: INSEE